# Trachelas tridentatus
Trachelas tridentatus är en spindelart som beskrevs av Cândido Firmino de Mello-Leitão 1947. 
Trachelas tridentatus ingår i släktet Trachelas och familjen flinkspindlar. Inga underarter finns listade i Catalogue of Life.